# Лесьна
Ле́сьна (пол. Leśna, нем. Marklissa)  —  город  в Польше, входит в Нижнесилезское воеводство,  Любаньский повят.  Занимает площадь 8,66 км². Население 4929 человек (на 2005 год).